# San Torcuato
San Torcuato è un comune spagnolo di 96 abitanti situato nella comunità autonoma di La Rioja.